# Patrick Gallagher
Patrick James Gallagher (New Westminster, 21 febbraio 1968) è un attore canadese.

## Biografia
Di origini irlandesi e cinesi, Gallagher nasce in Canada a New Westminster, è cresciuto a Chilliwack nella provincia della Columbia Britannica. Nel 1993 si diploma presso la National Theatre School of Canada, inizia la sua carriera a Toronto lavorando in teatro e in televisione. 
Diventa noto in patria per il ruolo del Detective Joe Finn nella serie televisiva Da Vinci's Inquest. Nel corso degli anni si divide tra cinema, teatro e televisione, appare in serie TV come Smallville e Stargate Atlantis, per il cinema ha recitato in Final Destination 3, in Sideways - In viaggio con Jack di Alexander Payne, nel ruolo del barman Gary, ed ha interpretato il ruolo di Attila l'Unno in Una notte al museo e nei due sequel Una notte al museo 2 - La fuga e Notte al museo - Il segreto del faraone
Negli ultimi anni è apparso in alcuni episodi di True Blood, nel ruolo del vampiro Chow, ed ha acquistato popolarità grazie al ruolo dell'allenatore di football Ken Tanaka nella serie TV Glee.

## Filmografia parziale

### Cinema
- Master & Commander - Sfida ai confini del mare (Master and Commander: the Far Side of the World), regia di Peter Weir (2003)
- Una notte al museo (Night at the Museum), regia di Shawn Levy (2006)
- Una notte al museo 2 - La fuga (Night at the Museum: Battle of the Smithsonian), regia di Shawn Levy (2009)
- Notte al museo - Il segreto del faraone (Night at the Museum: Secret of the Tomb), regia di Shawn Levy (2014)
- Qualcuno salvi il Natale 2 (The Christmas Chronicles 2), regia di Chris Columbus (2020)

### Televisione
- Dark Angel – serie TV, episodio 2x06 (2001)
- Stargate SG-1 – serie TV, episodio 6x06 (2002)
- Smallville - serie TV, episodio 3x15 (2003)
- Masters of Horror – serie TV, episodio 2x11 (2007)
- True Blood – serie TV, 4 episodi (2008-2009)
- Senza traccia (Without a Trace) - serie TV, 1 episodio (2009)
- Glee – serie TV, 10 episodi (2009-2010)
- Hawaii Five-0 - serie TV, episodio 1x05 (2010)
- Suits - serie TV, episodio 1x10 (2011)
- Lucifer - serie TV, episodio 3x19 (2018)

## Doppiatori italiani
Nelle versioni in italiano delle opere in cui ha recitato, Patrick Gallagher è stato doppiato da:
- Pasquale Anselmo in Una notte al museo, Una notte al museo 2 - La fuga, Notte al museo - Il segreto del faraone
- Gianluca Machelli in Final Destination 3, Lucifer
- Enzo Avolio in Glee, Psych
- Mino Caprio in Battlestar Galactica
- Gian Pietro Tomassini in Sideways - In viaggio con Jack
- Stefano Mondini in Cold Case - Delitti irrisolti
- Mario Bombardieri in Hawaii Five-0
- Eugenio Marinelli in Suits
- Raffaele Palmieri in iZombie
- Massimo Corvo in Big Sky
- Angelo Nicotra in Magnum P.I.
- Leonardo Graziano in Station 19
- Roberto Stocchi in S.W.A.T.
- Stefano Billi in The Burial - Il caso O’Keefe

Da doppiatore è sostituito da:
- Gianluca Machelli in Ghost of Tsushima
- Dario Oppido in Blue Eye Samurai